# William Thomas Cosgrave

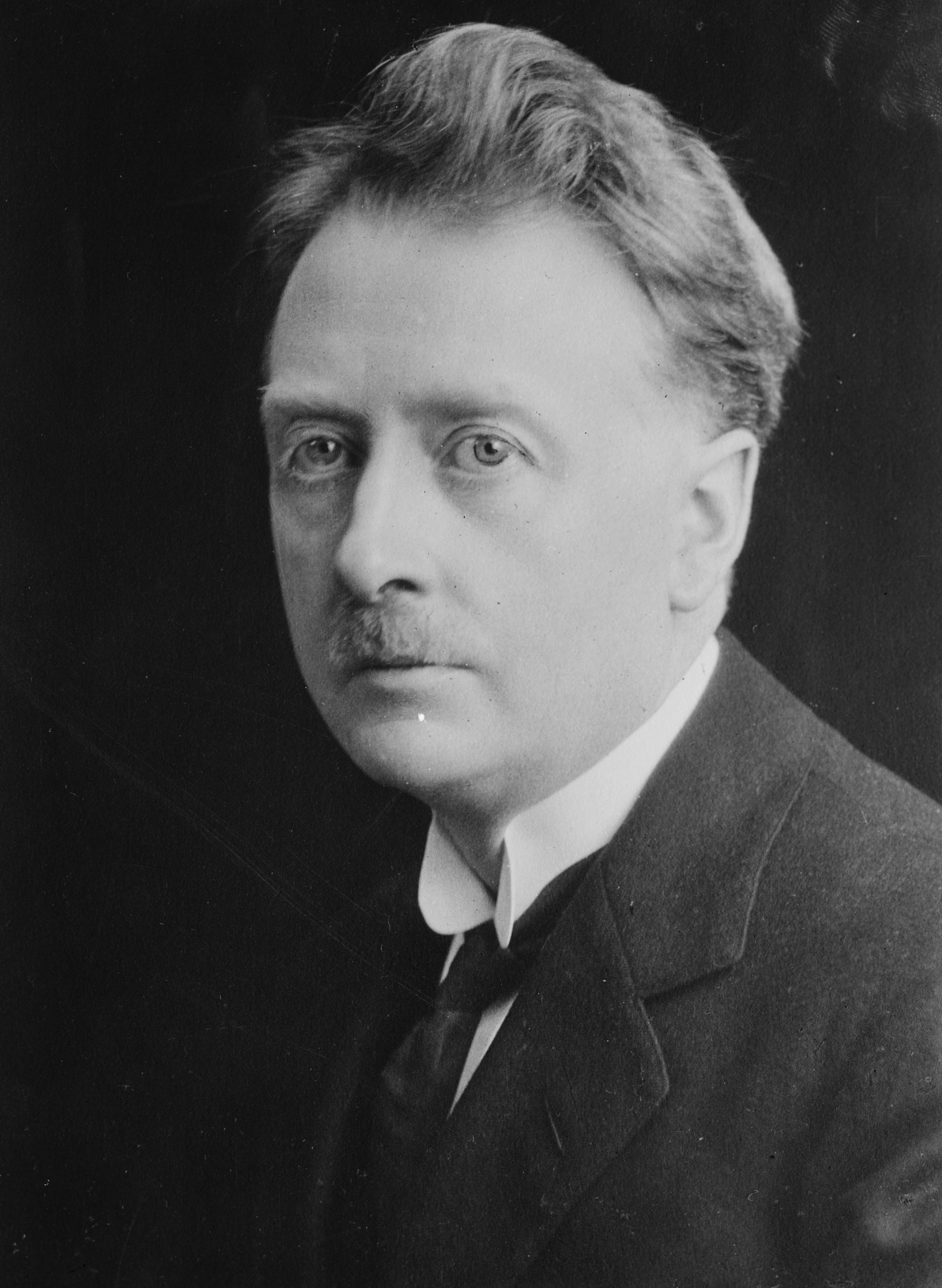
William Thomas Cosgrave

William Thomas Cosgrave (irischer Name: Liam Tomás Mac Cosgair; * 6. Juni 1880 in Dublin; † 16. November 1965 ebenda) war ein irischer Politiker und Nachfolger von Michael Collins als Vorsitzender der provisorischen irischen Regierung von August bis Dezember 1922. Danach war W. T. Cosgrave (wie er weitläufig genannt wird) der erste Präsident des Exekutivrates des irischen Freistaates von Dezember 1922 bis 1932.

## Politische Karriere
Cosgrave wurde 1880 in der 174 James’s Street in Dublin geboren und ging in die Schule der Christlichen Brüder in der Malahide Road. Cosgrave wurde erstmals politisch aktiv, als er 1905 an einem Treffen von Sinn Féin teilnahm. Von 1909 bis 1922 war er Sinn Féin-Ratsmitglied der Dubliner Stadtregierung und trat 1913 den Irish Volunteers bei. Am Osteraufstand 1916 nahm Cosgrave aktiv teil – unter Éamonn Ceannt. Nach dem Aufstand wurde er zum Tode verurteilt und kam ins Gefängnis in Frongoch, Wales. Das Urteil wurde später in lebenslange Haft umgewandelt. Obwohl er im Gefängnis saß, gewann Cosgrave sowohl bei einer Nachwahl (by-election) 1917 einen Sitz im Unterhaus für Sinn Féin als auch bei der Wahl im Jahr 1918 als Parlamentsmitglied für den Wahlkreis Carlow-Kilkenny. Cosgrave wurde 1918 durch eine Generalamnestie aus dem Gefängnis entlassen und war 1919 Mitglied des neu eingerichteten revolutionären Dáil Éireann. Im gleichen Jahr, am 24. Juni, heiratete Cosgrave Louisa Flanagan in Dublin.

## Minister für Kreise und Gemeinden
Obwohl Cosgrave zu den politisch erfahrensten Mitgliedern von Sinn Féin gehörte, war er nicht Teil der Führungsebene der Partei. Doch die enge Freundschaft zu Éamon de Valera brachte Cosgrave einen Ministerposten in dessen Regierung ein. Seine Hauptaufgabe war die Organisation eines alternativen Regierungssystems und die Abspaltung vom United Kingdom – eine Rolle in der Cosgrave sehr erfolgreich war. 1920 beaufsichtigte er die Wahlen auf Gemeindeebene, bei der erstmals das Verhältniswahlrecht eingesetzt wurde. Sinn Féin gewann in 28 von 33 Gemeinden; diese Gemeinden beendeten umgehend ihre Beziehungen zu den Briten und schworen gegenüber dem Gemeindeministerium Loyalität.

## Der Anglo-Irische Vertrag
Cosgrave und de Valera zerstritten sich 1921 wegen des Anglo-Irischen Vertrags – die eine Hälfte von Sinn Féin (zu der de Valera gehörte) sah in diesem Dokument einen Verrat an der „irischen Republik“, für die andere Hälfte war die „Freiheit um Freiheit zu erreichen“ (so Michael Collins) ein wichtiges Ziel auf dem Weg zu Unabhängigkeit. Cosgrave schloss sich also Collins und Arthur Griffith, dem Nachfolger von de Valera als Anführer von Sinn Féin, an und wurde so Teil der provisorischen Regierung unter Arthur Griffith.

## Vorsitzender der provisorischen Regierung

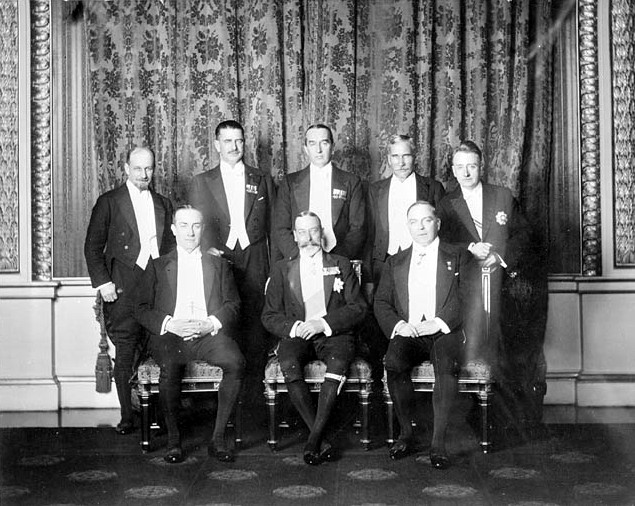
Cosgrave (hinten rechts) auf der sechsten Imperial Conference mit König Georg V. und weiteren Premierministern der Dominions (1926)

Im August 1922 starben sowohl Griffith (natürlicher Tod) als auch Collins (ermordet) kurz hintereinander. Mit de Valera als Anführer der Vertragsgegner im irischen Bürgerkrieg hatte der Freistaat (der gerade im Entstehen war, aber erst im Dezember offiziell in Kraft trat) sämtliche bekannten Führungskräfte verloren. Obwohl es für Collins Nachfolger als Befehlshaber der National Army die Alternative General Richard Mulcahy gab, stimmte er für Cosgrave als neuen Vorsitzenden. Cosgrave wurde dadurch sowohl Präsident des Dáil Éireann als auch Vorsitzender der Provisorischen Regierung von Südirland. Als am 6. Dezember 1922 der neue irischen Freistaat offiziell geschaffen wurde, war Cosgrave dessen erster Premierminister – der offizielle Titel war Präsident des Exekutivrates.
W. T. Cosgrave war ein kleiner, eigentlich ruhiger Mann, der mit 42 Jahren das älteste Mitglied des Kabinetts war und niemals die Führungsposition im Land erreichen wollte – doch als er die Position innehatte, machte er sehr gute Arbeit. Eine seiner Hauptaufgaben war, das noch sehr instabile neue Staatsgebilde zusammenzuhalten und zu beweisen, dass die Iren sich selbst regieren und verwalten können. Einige Historiker behaupten, dass Cosgrave niemals große Visionen als Anführer hatte und von Leuten umgeben war, die vermutlich für dieses Amt geeigneter gewesen wären, doch in den über zehn Jahren als Präsident gilt er als sehr stabiler und meist besonnener Staatsmann.

## Innenpolitik
Als Anführer der Freistaatenregierung während des Bürgerkriegs war Cosgrave sehr unbarmherzig, wenn es um die Verteidigung des Staates gegen seine ehemaligen republikanischen Mitstreiter ging. Gesetz und Ordnung hatten oberste Priorität, doch viele Bürger vergaben ihm die Anordnung der Hinrichtung von republikanischen Gefangenen ohne Prozess nicht. Insgesamt wurden zwischen November 1922 und Mai 1923 77 Gefangene hingerichtet – weit mehr als die Briten während des gesamten Irischen Unabhängigkeitskrieges hinrichten ließen.
Im April 1923 gründeten die Vertragsbefürworter von Sinn Féin eine neue politische Partei, mit dem Namen Cumann na nGaedheal und Cosgrave als Anführer.

## Die Wahl 1932
1932 war das Jahr, in dem eine neue Wahl zum Dáil Éireann stattfinden musste und obwohl diese erst zum Jahresende notwendig gewesen wäre, setzte Cosgrave sie überraschend bereits im Februar an. Hintergrund war aufkommende Unruhe im Land und für wichtige Commonwealth-Verhandlungen im Sommer war ein eindeutiges Mandat notwendig. Cumann na nGaedheal führte den Wahlkampf mit 10 Jahren erfolgreicher und stabiler Politik im Rücken und malte im Hinblick auf die Opposition um Fianna Fáil den Kommunismus an die Wand. Doch Fianna Fáil warb mit einem frischen und wirksamen Manifest sowie sozialen Reformen und konnte starke Gewinne erzielen, so dass Cumann na nGaedheal um Cosgrave die Wahl verlor und zur Opposition wurde.
1933 vereinigten sich Cumann na nGaedheal, die National Centre Party und die sog. Blueshirts zur neuen Partei Fine Gael. Cosgrave wurde dessen erster Anführer und blieb dies bis zu seinem politischen Rücktritt im Jahr 1944.

## Hinterlassenschaften

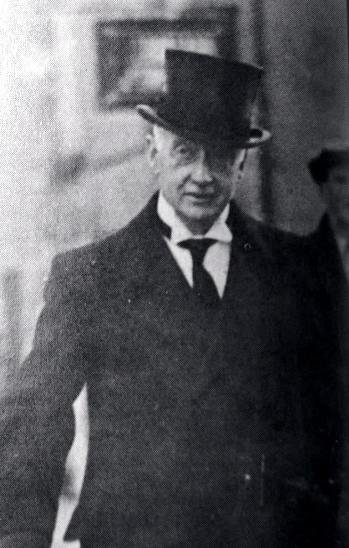
William Thomas Cosgrave

Cosgrave war eher ein effektiver Vorsitzender als ein charismatischer und schillernder Anführer und führte den neuen Staat durch die wohl schwierigste Zeit seiner Geschichte, um eine solide Grundlage für die Unabhängigkeit zu schaffen. Die Regierung um Cosgrave spielte eine große Rolle in der Entwicklung vom Britischen Empire hin zum British Commonwealth.
Im Rückblick auf die schwierige Regierungszeit wird die Rolle von Cosgrave als Führungspersönlichkeit oft unterschätzt. In der Zeit nach dem Ersten Weltkrieg, als sich viele demokratische Regierungen hin zu Diktaturen entwickelten, blieb der irische Freistaat unter Cosgrave unzweifelhaft demokratisch – erkennbar an der Tatsache, dass Cosgrave nach der verlorenen Wahl 1932 seinem ehemaligen Freund, dann Gegner, Éamon de Valera ohne Zwischenfälle seine Position überließ. Damit erstickte Cosgrave Überlegungen innerhalb der Armee im Keim, die einen Staatsstreich anzetteln wollten, um ihn an der Macht zu halten.
Die wohl größte Bestätigung erhielt Cosgrave aber von seinem langjährigen politischen Gegner de Valera, der sich darüber hinaus vor Cosgraves Tod wieder mit ihm versöhnte. De Valera sagte 1932 – sowie kurz vor seinem eigenen Tod – zu einem Reporter, der ihn fragte, was sein größter Fehler war: „den Anglo-Irischen Vertrag nicht zu akzeptieren“. 1932 sagte de Valera außerdem zu seinem Sohn Vivion, nachdem er die Macht übernommen hatte und die Unterlagen seines Vorgängers Cosgrave bezüglich des Commonwealth gelesen hatte: „Sie waren einfach fantastisch, Viv“.

## Tod
W. T. Cosgrave starb am 16. November 1965. Die Regierung von Fianna Fáil unter Seán F. Lemass ehrte den Toten mit einem Staatsbegräbnis, bei dem das komplette Kabinett, die Anführer aller politischen Parteien sowie Éamon de Valera (als Präsident von Irland) anwesend waren.
Cosgraves Sohn Liam folgte seinem Vater bereits 1944 als Teachta Dála in die Politik und war von 1965 bis 1977 Vorsitzender von Fine Gael sowie Taoiseach von 1973 bis 1977. Auch der Enkel von Cosgrave, Liam T. Cosgrave, war TD und Senator im Seanad Éireann.